# 郭性之
郭性之（1540年—1610年），字德安，號鹿坪，陝西西安府華州人，軍籍，明朝政治人物。

## 生平
萬曆元年（1573年）癸酉科陝西鄉試第五十五名舉人，二年（1574年）中式甲戌科會試第二百九名，三甲第二百二十五名進士。丁母憂，终制赴京谒选，授户部主事，晋戶部郎中，十一年（1583年）二月升山西按察司僉事，驻守晋阳，十四年（1586年）二月升山西布政使司右參議、分巡冀北，十七年（1589年）五月升山西按察司副使，同年八月升山東布政使司右參政，管遼東苑馬寺事，兼兵備金復海蓋，因阻止開矿，二十三年（1595年）遷升河南左布政使，未三月，为御史宋興祖所劾，致仕歸里。里居十五年而卒。著有《抱甕丈人稿》。

## 家族
曾祖郭經，縣主簿；祖父郭從仁；父郭岫，字子居，號龍潭，生於正德三年（1508年），嘉靖二十三年（1544年）任江都縣主簿，卒於嘉靖三十四年十二月十二日（1556年1月23日）華州大地震。母王氏。慈侍下。長子郭宗周，是小有名氣的詩人；次子郭宗儀，研究諸子百家的學者；三子郭宗振，刑部員外郎；四子郭宗昌，著名金石學家。